# 2-га повітряна армія (СРСР)
Дру́га пові́тряна а́рмія (2 ПА) — авіаційне об'єднання, повітряна армія військово-повітряних сил СРСР під час радянсько-німецької війни.

## Командування
- Командувачі:
  - генерал-майор авіації Красовський С. Я. (5 травня— жовтень 1942);
  - полковник, з жовтня 1942 генерал-майор авіації Смирнов К. Н. (5 липня 1942 — 27 березня 1943);
  - генерал-лейтенант авіації, з лютого 1944 генерал-полковник авіації Красовський С. Я. (27 березня 1943 — до кінця війни).